# 紫外線探傷灯
紫外線探傷灯（しがいせんたんしょうとう）は、紫外線を照射するライトのこと。

## 概要
紫外線探傷灯とは、非破壊検査手法の一つである、蛍光浸透探傷検査および蛍光磁粉探傷検査の観察の工程で使用する紫外線を照射するライトのことである。紫外線波長は、365nmを中心とするUV-A波長が使用される。ブラックライトとも呼ばれるが、非破壊検査分野では主に紫外線探傷灯と呼んでいる。

## 主な用途
紫外線探傷灯は、蛍光浸透探傷試験および蛍光磁粉探傷検査において、傷の観察で使用される。暗室で紫外線探傷灯を試験体に照射すると、蛍光液・蛍光磁粉の指示模様が鮮明に発光するため、微細な傷を検知することが出来る。蛍光浸透探傷検査および蛍光磁粉探傷検査は、航空機や自動車、鉄鋼業界等を中心に製品製造時の検査や、メンテナンスで利用されている。

## 紫外線探傷灯 取り扱いメーカー
- シンドウ光学
- マークテック
- TMIダコタ
- 栄進化学
- タセト
- 日本電磁測器
- メイコー